# Martin Kellerman
Martin Kellerman (tidigare Martin Rath), född 24 december 1973 i Växjö, är en svensk serieskapare. Han är mest känd för serien Rocky, som publicerats i ett antal större svenska tidningar. Rocky skildrar Kellermans eget liv, som framförallt kretsat kring Mariatorget, Hornstull och Stureplan i Stockholm. Kellerman har tidigare gjort serier för Svenska Serier, Pyton och Svenska Mad.

## Biografi
Kellerman växte upp i Växjö och – från 13 års ålder – Upplands Väsby. Vid den åldern började han sälja sina serieteckningar.
Senare publicerades Kellerman i Galago. År 1990 deltog han och fick pris i en serietävling som arrangerades av Nordchoklad, i samband med Kalmar seriefestival.
Martin Kellerman vann i början av 1990-talet första pris i en teckningstävling i 91:an. Bidraget var en 91:an-sida, efter närmare bestämt ett manus, och juryns motivering till förstapriset var: "Bästa figurkänsla, bästa ankor och bästa bakgrund". Resultatet presenterades i 91:an nr 5/1992. Han fick under samma period en del serier publicerade i Svenska Serier. Därefter följde serier och skämtteckningar i bland annat Pyton.

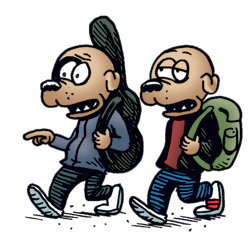
Rocky (till höger) och hans bror Speedy (egentligen Daniel Kellerman), från Rocky-stripp nr 1376.

## Rocky
Den självbiografiska seriefiguren Rocky kom till när han just fått sparken från sitt jobb som skämttecknare för herrtidningen Aktuell Rapport, blivit dumpad av sin flickvän och utkastad från ännu en andrahandslägenhet, och Kellerman använde stoffet från sitt eget liv till seriens historier. Hunden och serietecknaren Rocky är Kellermans alter ego. Under de första åren kretsade historierna mycket kring lägenhetsjakt, arbetslöshet, kvinnoaffärer, party och bakfylla i Stockholm. I takt med att Kellerman åldrats har även Rocky mognat och lever idag ett något lugnare liv än tidigare.
I de tidiga avsnitten var det många historier som var helt påhittade, ibland baserade på gamla klintbergare, men enligt Kellerman blev "Rocky" sedermera närmast helt och hållet självbiografisk. Martin Kellerman bodde i Västerås under ett knappt år – från hösten 2010 till sommaren 2011 – vilket även ändrade miljön för seriefiguren. Hösten 2011 satte han upp en utställning på Västerås konstmuseum som fokuserade på Rockys tid i staden.
Rocky har sedan starten blivit bland annat en serietidning, ett tjugotal album med seriestrippar, väggkalendrar, julalbum till julen 2007 och 2008 och en teaterpjäs som turnerat Sverige runt. Det senaste tillskottet till de Rockyrelaterade produkter är en serie skateboardar med Rockymotiv. Kellerman har även samlat inlägg från sin blogg mellan 22 augusti 2006 till 27 maj 2007 i en bok vid namn En serietecknares dagbok där han beskriver sitt liv i text och med namn på de personer som inspirerat till seriefigurerna. Serien har även animerats och debuterade i SVT 27 december 2008.
Kellerman skrev 2006 intervjuboken So watcha sayin' (Kartago Förlag). Boken innehåller intervjuer av Kellerman, som låter sig presenteras som seriefiguren Rocky. De intervjuade var ett urval av både svenska och utländska hiphopartister: Ken Ring, 50 Cent/G-Unit, Leila K, Looptroop, Kool Keith. M.I.A., The Game, Dizzee Rascal, Petter, Ruff Squad och Pharrell Williams. Boken producerades som en form av seriejournalistik, i likhet med Joe Saccos.
I november 2010 drog Dagens Nyheter in publiceringen av en Rocky-stripp eftersom den av DN ansetts vara antisemitisk. I strippen skyller Rocky på "judarna på Bonniers" som möjlig förklaring till sin dåliga tur med kvinnor. Rockys kompis påpekar dock att det kan vara Rockys eget fel, och serien är en drift med antisemiter, inte med judar.
Martin Kellerman slutade i april 2018 att teckna Rocky efter 20 år. Den sista strippen publicerades i Dagens Nyheter den 28 april och föreställer Rocky liggande på rygg i gräset och funderande över Tarzan som vrålar på berget och får hjälp av alla sina vänner i djungeln.

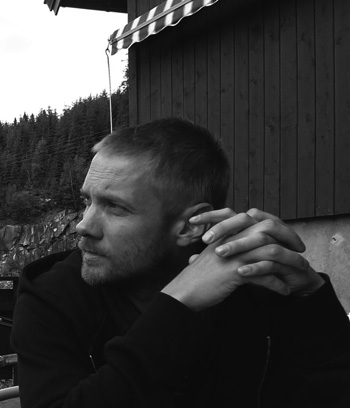
Martin Kellerman, 2012.

## Illustratör och övrigt
Kellerman har medverkat som illustratör i Jonas Indes bok Too fast for love 2004. Hans illustrationer finns även med på annat håll, bland annat i rapgruppen Fattarus musikvideo till deras låt "Hörde jag skål".
24 juli 2007 "sommarpratade" Martin Kellerman i radions Sveriges Radio P1 för första gången.
Barnserien Speedy, av Martin och hans bror Daniel Kellerman, startade 2007 i Kamratposten. Den publicerades även i Rocky Magasin med start samma år. Huvudfiguren Speedy är Rockys lillebror (inspirerad av den verklige Daniel Kellerman).
År 2013 illustrerade Kellerman den officiella filmaffischen för dokumentärfilmen Godheten av Stefan Jarl.
År 2015 utkom romanen "Allt blir inget" på Albert Bonniers förlag. Den fick god kritik.

## Utmärkelser
- 2000 – Urhunden för 1999 års bäst originalsvenska seriealbum[7]
- 2002 – Månadens stockholmare (januari)[8]
- 2009 – Bernspriset, utdelat av Svenska PEN[7]
- 2010 – Bellmanpriset[9]

### Rocky
Se Rocky (tecknad serie)

### Övriga tecknade serier
- Kellermannen hälsar på. Kartago Förlag. 2013. Libris 13855344. ISBN 9789175150260

### Övrigt
- Inde, Jonas; Kellerman Martin (2004). Too fast for love: en resa genom USA. Stockholm: Kartago. Libris 9640833. ISBN 91-89632-27-3
- Cantoreggi, Christina; Kellerman Martin (2005). Det är ju för fan livet!: 11 killar om att vara kille. Stockholm: Bokförlaget DN. Libris 9722507. ISBN 91-7588-537-9
- En serietecknares dagbok. Stockholm: Kartago. 2007. Libris 10670440. ISBN 978-91-89632-87-5
- So watcha sayin': en intervjubok (1. uppl.). Stockholm: Kartago. 2006. Libris 10142746. ISBN 91-89632-59-1
- Nyberg Andreas, red (2008). Den förbjudna dassboken. Sundbyberg: Semic. Libris 10863252. ISBN 978-91-552-3704-2
- Kellerman, Martin; Lappalainen Tomas (2011). Martin Kellerman. Svenska illustratörer och konstnärer ; 8. Stockholm: Orosdi-Back. Libris 12031543. ISBN 978-91-86593-11-7
- Kellerman, Martin. Allt blir inget. Roman. Albert Bonniers förlag. ISBN 9789100142575

## Diskografi
- Inde, Jonas.; Kellerman Martin. (2006). Too fast for love en resa genom USA. Enskede: TPB. Libris 12588072